# Вуч-Куртај
Вуч-Куртај (алб. Vuç-Kurtaj) је насељено место у општини Велика Малесија у округу Скадар, Албанија. Према попису из 1989. године било је 290 становника.
Вуч-Куратј су једно од насеља малисорског племена Шкрељи.